# Dmitrij Gapij
Dmitrij Gawriłowicz Gapij (ros. Дмитрий Гаврилович Гапий, ur. 1905 w Odessie, zm. ?) – radziecki działacz partyjny i państwowy.

## Życiorys
Od 1928 należał do WKP(b), w latach 1931–1936 studiował w Odeskim Instytucie Industrialnym, 1934–1936 był dyrektorem technikum przemysłu spożywczego w Odessie, a 1936–1941 dyrektorem Odeskiego Instytutu Przemysłu Koncernowego. W 1941 był sekretarzem Odeskiego Komitetu Obwodowego KP(b)U ds. przemysłu lekkiego i spożywczego, potem instruktorem KC WKP(b), a do 1944 funkcjonariuszem partyjnym w Kazachskiej SRR. W latach 1944–1945 był III sekretarzem Komitetu Obwodowego KP(b)U w Równem, 1945–1947 sekretarzem Komitetu Obwodowego KP(b)U w Równem ds. przemysłu, 1947–1948 II sekretarzem Komitetu Obwodowego KP(b)U w Równem, a od 1948 do września 1952 I sekretarzem Komitetu Obwodowego KP(b)U w Czernihowie. Od 28 stycznia 1948 do 16 lutego 1960 był członkiem KC KP(b)U/KPU, od września 1952 do 1956 I sekretarzem Komitetu Obwodowego KP(b)U/KPU w Drohobyczu, w 1960 zastępcą przewodniczącego Sownarchozu Odeskiego Ekonomicznego Rejonu Administracyjnego, a w 1972 dyrektorem Ukraińskiego Naukowo-Badawczego Instytutu Przemysłu Koncernowego. Był odznaczony trzema Orderami Czerwonego Sztandaru Pracy.